# Club Sport Emelec
Club Sport Emelec is een sportvereniging uit Guayaquil, Ecuador. De club werd opgericht in 1929 door George Capwell, de directeur van de Empresa Electronica de Ecuador, en enkele andere medewerkers van dit bedrijf. Aanvankelijk was Emelec een sportclub voor boksen, zwemmen, honkbal, basketbal en atletiek, pas in 1947 werd er ook een voetbaltak opgericht. In de tweede helft van de 20e eeuw groeide Emelec uit tot een van de belangrijkste voetbalclubs in de Ecuadoraanse competitie, met als gouden periode de jaren zestig.

## Erelijst
- Campeonato Ecuatoriano

Landskampioen (14): 1957, 1961, 1965, 1972, 1979, 1988, 1993, 1994, 2001, 2002, 2013, 2014, 2015, 2017
Runner-up (10): 1960, 1963, 1966, 1967, 1970, 1989, 1996, 1998, 2006, 2011, 2012
- Serie B

1981 [A]

## Stadion
Emelec speelt zijn thuiswedstrijden in het Estadio George Capwell. Dit stadion werd in 1943 geopend en genoemd naar de oprichter van de club. In 1947 werd in dit stadion de gehele Copa America afgewerkt en gewonnen door Argentinië. Toen in 1959 een nieuw stadion in Guayaquil werd geopend raakte het Estadio George Capwell in verval en lange tijd werd er niet in dit stadion gevoetbald door Emelec. Pas in 1991 werd het stadion heropend en keerde Emelec terug. Sinds de verbouwingen, heeft het stadion sinds 2008 een capaciteit van 40.020 toeschouwers.

## Eindklasseringen
| Seizoen | № | Clubs | Divisie                | Duels | Winst | Gelijk | Verlies | Doelsaldo | Punten | Tsch |
| ------- | - | ----- | ---------------------- | ----- | ----- | ------ | ------- | --------- | ------ | ---- |
| 2010    | 1 | 12    | Campeonato Ecuatoriano | 44    | 27    | 11     | 6       | 66–34     | 92     |      |
| 2011    | 2 | 12    | Campeonato Ecuatoriano | 44    | 22    | 12     | 10      | 65–38     | 78     |      |
| 2012    | 2 | 12    | Campeonato Ecuatoriano | 44    | 22    | 8      | 14      | 67–49     | 74     |      |
| 2013    |   | 12    | Campeonato Ecuatoriano | 44    | 26    | 10     | 8       | 67–30     | 88     |      |
| 2014    |   | 12    | Campeonato Ecuatoriano | 44    | 27    | 7      | 10      | 75–36     | 88     |      |
| 2015    | 2 | 12    | Campeonato Ecuatoriano | 44    | 25    | 13     | 6       | 83–38     | 88     |      |
| 2016    | 2 | 12    | Campeonato Ecuatoriano | 44    | 27    | 7      | 10      | 81–48     | 88     |      |

## Kampioensteams
- 1957 — Cipriano Yu Lee, Raúl Argüello, Alberto Cruz Ávila, Daniel Pinto, Rómulo Gómez, Jorge Carusso, Carlos Alberto Raffo, Mariano Larraz, Natalio Villa, José Vicente Balseca, Óscar Fernández, Jorge Lazo, Lautaro Reinoso, Jaime Ubilla, Humberto Suárez, Luis Montes, Agustín Álvarez, Bolívar Herrera, Carlos Romero, Jorge Gallegos en Fulvio Rangel. Trainer-coach: Eduardo Spandre (ARG).
- 1961 — Cipriano Yu Lee, Raúl Argüello, Samuel Ubilla, Alberto Cruz Ávila, Eustaquio Claro Santander, Juan Moscol, Enrique Raymondi, Jorge Bolaños, Rómulo Gómez, José Vicente Balseca, Carlos Raffo, Walter Arellano, Carol Farah, Oswaldo Balduzzi, Carlos Pineda, Carol Barrezueta en Clemente de la Torre. Trainer-coach: Mariano Larraz (ARG).
- 1965 — Ramón Mageregger, Felipe Landázuri, Carlos Maridueña, Felipe Mina, Henry Magri, Carlos Pineda, Jaime Delgado Mena, Jorge Bolaños, Bolívar Merizalde, Galo Pulido, Juan Moscol, José Vicente Balseca, Avelino Guillén, Lucio Calonga, José Romanelly, Manuel Ordeñana, Enrique Raymondi, Alberto Cruz Ávila, Críspulo Silva en Manuel Ordeñana. Trainer-coach: Fernando Paternoster (ARG).
- 1972 — Ñato García, José María Píriz, Eduardo de María, Jesús Ortíz, Guillermo Echeverría, Jefferson Camacho, Juan Tenorio, Julio Bayona, Luis Lamberck, Félix Lasso, Marco Guime, Rafael Guerrero, Jorge Pantaleón, Jaime Pineda, Colón Villalba, Freddy Huayamave, Juan Saeteros, Alfredo Alvarado, Julio Bayona, Pedro Prospitti, Roberto Tomalá, Jorge Espín en Óscar Storti. Trainer-coach: Jorge Lazo.
- 1979 — Miguel Ángel Onzari, Jorge Valdez, Miguel Cedeño, Jesús Montaño, Juan Manuel Sanz, Carita Gómez, Pedro Pablo Perlaza, Carlos Torres, Carlos Horacio Miori, Lupo Quiñónez, José Marcelo Rodríguez, Ñato García, Ricardo Armendáriz, Washington Ascencio, Xavier Delgado Pineda, Benigno S'tomer, Luis Lamberck, Nelsinho, Galo Quiñónez, Alberto Oyola, Luis Murillo en Ubaldo Quinteros
- 1988 — Javier Baldriz, Elías de Negri, Urlin Cangá, Ciro Santillán, Wilfrido Verduga, Kléber Fajardo, Miguel Falero, José Federico Minda, Jesús Cárdenas, Rubén Beninca, Raúl Avilés, Ivo Ron, Eduardo Aparicio, Pedro Pablo Batallas, Emilio Valencia, Colón Navarro, Jorge Fraijó, Wellington Valdez, Daniel Leni, Vidal Pachito, Rommel Báez en Juan Pastor Paredes.
- 1993 — Álex Cevallos, Dannes Coronel, Iván Hurtado, Máximo Tenorio, Luis Capurro, Kléber Fajardo, Wilfrido Verduga, Marcelo Morales, Marcelo Benítez, Ángel Fernández, Roberto Oste, Jesús Cárdenas, Emilio Valencia, Luis Castillo, Vidal Pachito, Jorge Batallas, Erwin Ramírez, Tomás Arboleda, José Federico Minda, Eduardo Smith, Humberto Garcés, Augusto Poroso, Iván Burgos, Javier Balladares, Ángel Hurtado, Diego Moreno en Ivo Ron.
- 1994 — Jacinto Espinoza, Dannes Coronel, Máximo Tenorio, Iván Hurtado, Luis Capurro, Ivo Ron, Wilfrido Verduga, Marcelo Morales, Vidal Pachito, Ángel Fernández, Eduardo Hurtado, Álex Cevallos, Emilio Valencia, Augusto Poroso, Ángel Hurtado, Fabricio Capurro, Héctor Ferri, Kléber Fajardo, Jorge Batallas, Eduardo Smith, Edú, Walter Pico, Humberto Garcés, Luis Castillo, Javier Medina, Iván Burgos, Juan Carlos Almada en José Federico Minda. Trainer-coach: Carlos Torres.
- 2001 — Daniel Viteri, Carlos Quiñónez, Augusto Poroso, Juan Carlos Zambrano, José Ramón Aguirre, Jhon Cagua, Carlos Hidalgo, Richard Borja, Wellington Sánchez, Walter Ayoví, Carlos Alberto Juárez, Moisés Candelario, Christian Gómez, Moisés Cuero, Pavel Caicedo, Otilino Tenorio, Juan Triviño, Wilson Carabalí, Pedro Aguirrez, Luis Zambrano, Rafael Manosalvas, Darío Fabbro, Christian Peralta, Rorys Aragón, Joffre Pachito en Luis Moreira. Trainer-coach: Carlos Sevilla.
- 2002 — Daniel Viteri, Carlos Quiñónez, Augusto Poroso, Luis Zambrano, Wilson Carabalí, Carlos Hidalgo, Richard Borja, Wellington Sánchez, Walter Ayoví, Carlos Alberto Juárez, Otilino Tenorio, Rorys Aragón, Juan Triviño, Pavel Caicedo, Moisés Candelario, Rafael Manosalvas, Marlon Díaz, Franklin Corozo, David Vilela, Washington Sigüenza, Jaime Caicedo, Giancarlos Ramos, Luis Moreira, Luis Arango, Juan Carlos Jaramillo en Christian Peralta.

## Bekende (oud-)spelers
- Raúl Avilés
- Ovidiu Burcă
- Luis Capurro
- Dannes Coronel
- Jacinto Espinoza

- Jorge Guagua
- Iván Hurtado
- Ivan Kaviedes
- Christian Noboa

- Ivo Ron
- Byron Tenorio
- Otilino Tenorio
- Enner Valencia